# Konina (mięso)

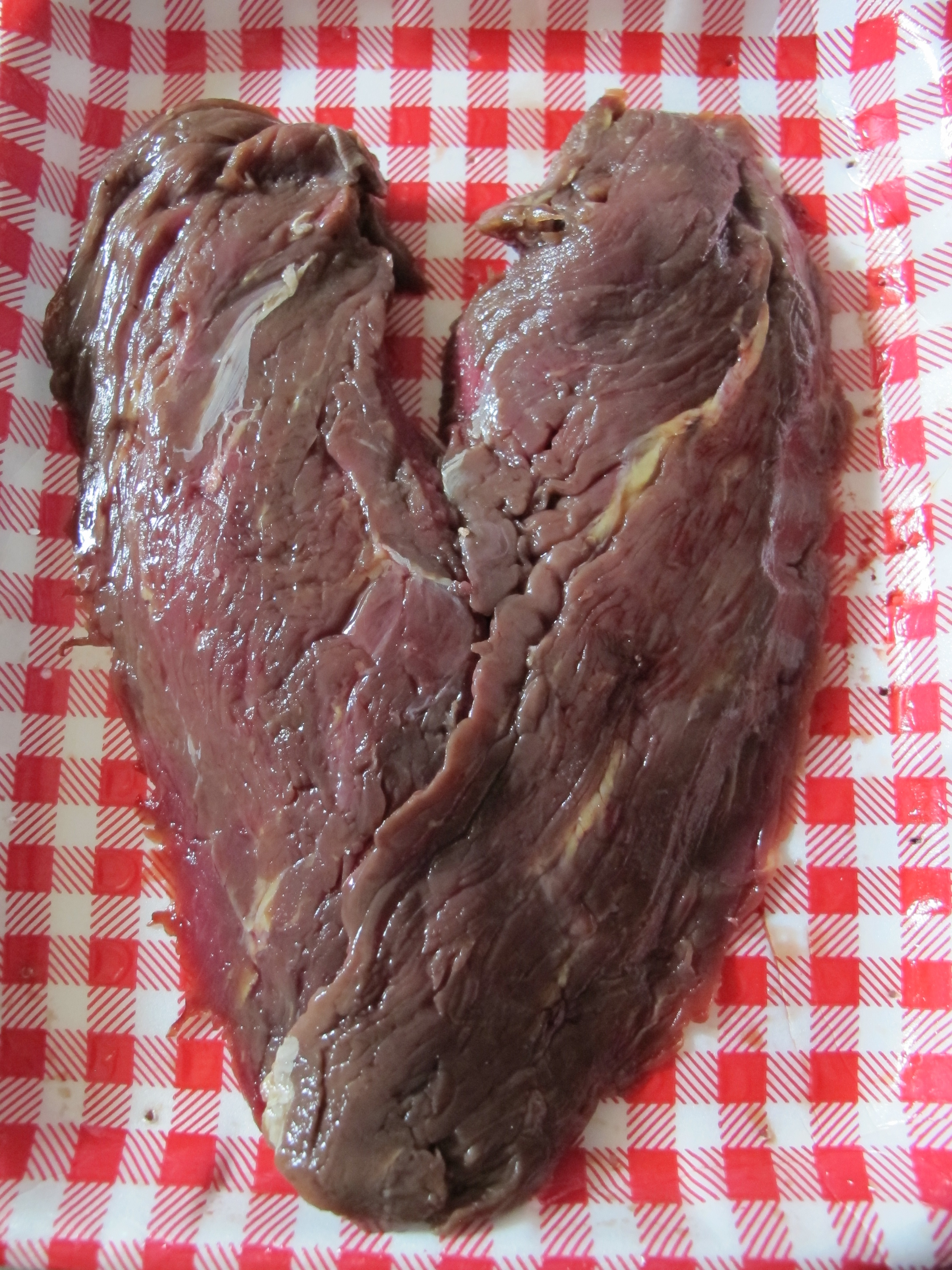
Konina we francuskim sklepie

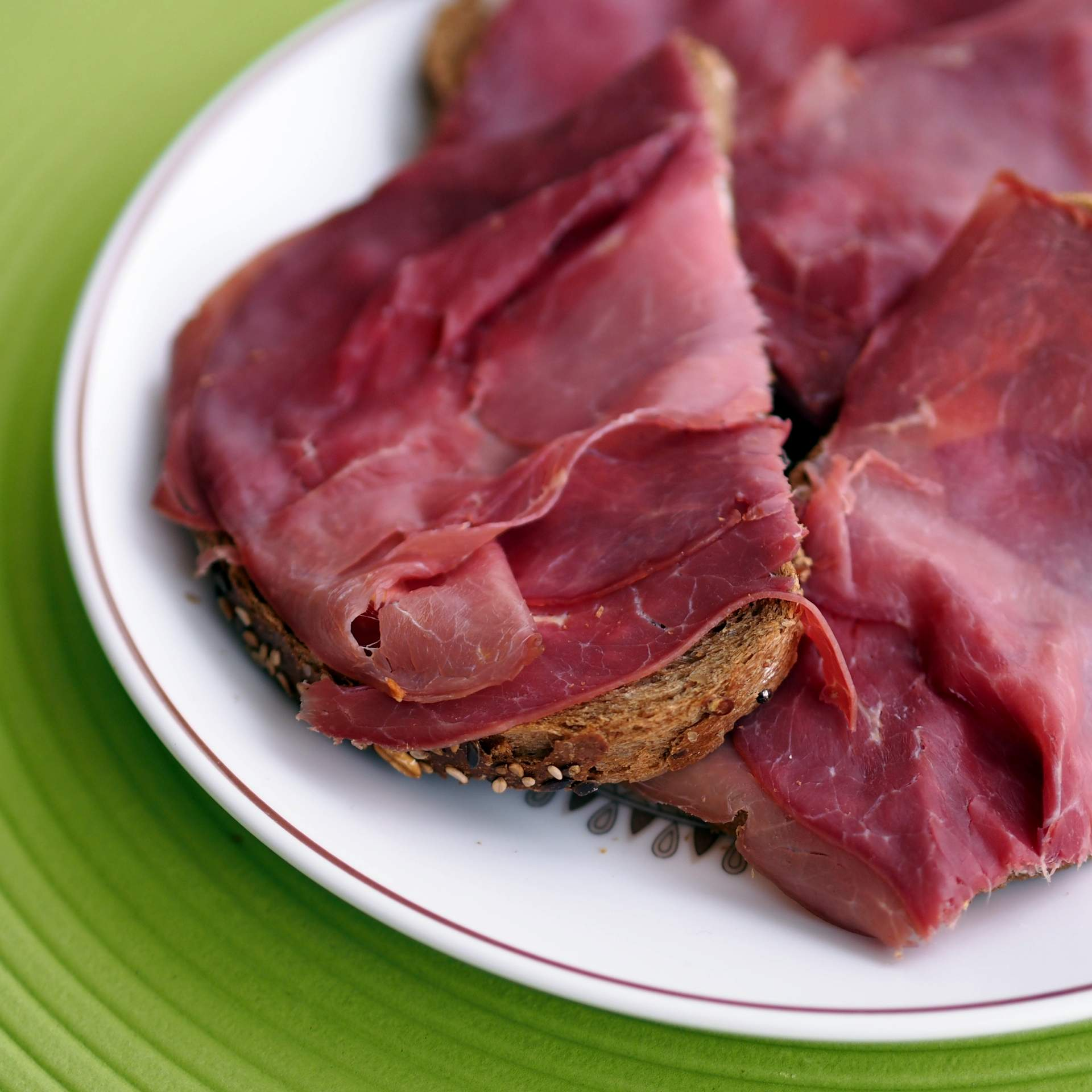
Paardenrookvlees – holenderskie określenie wędzonego mięsa końskiego, które w Holandii jest powszechnie spożywane na chlebie wraz z masłem na śniadanie albo lunch

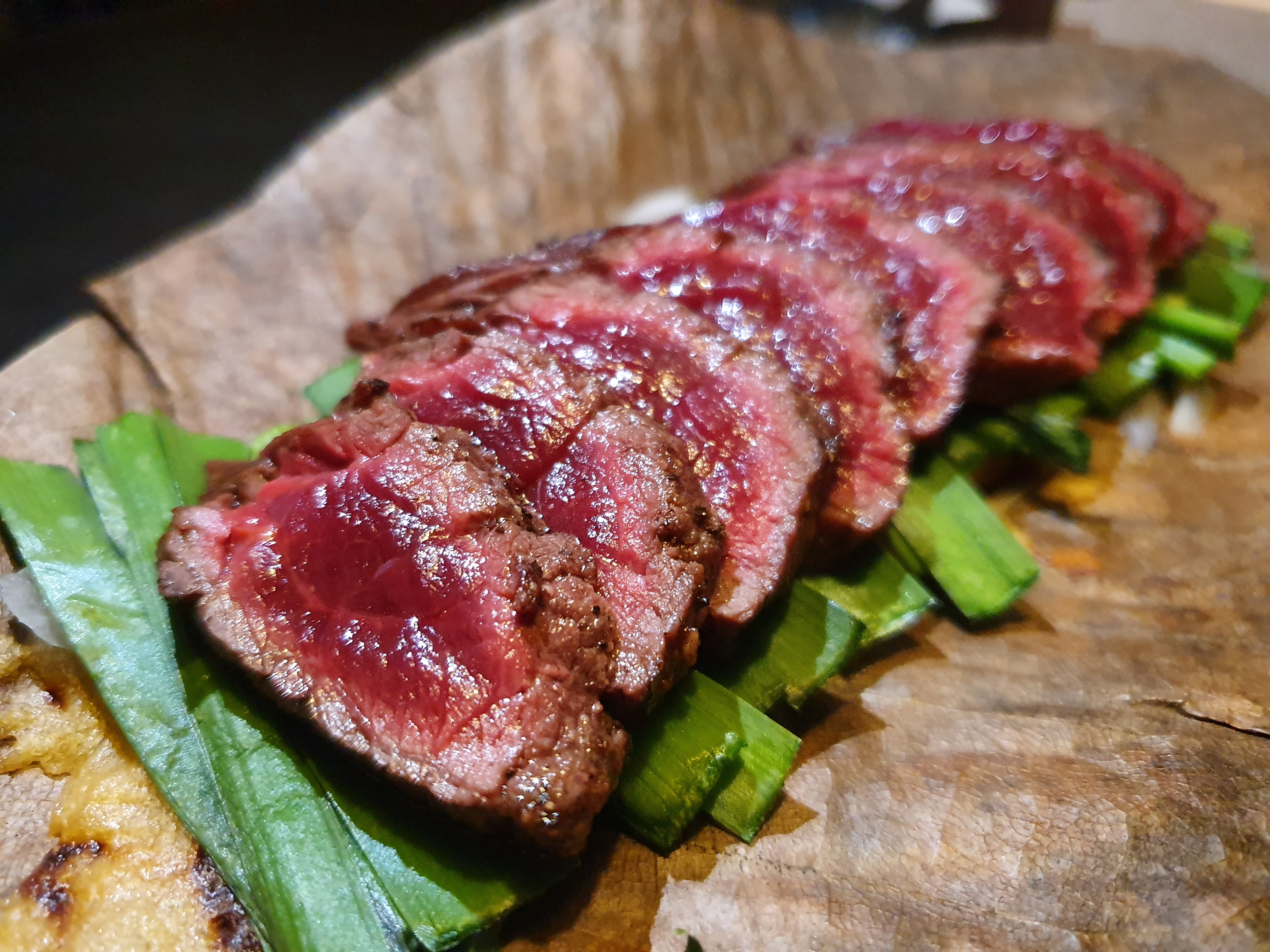
Konina po japońsku w Akihabarze

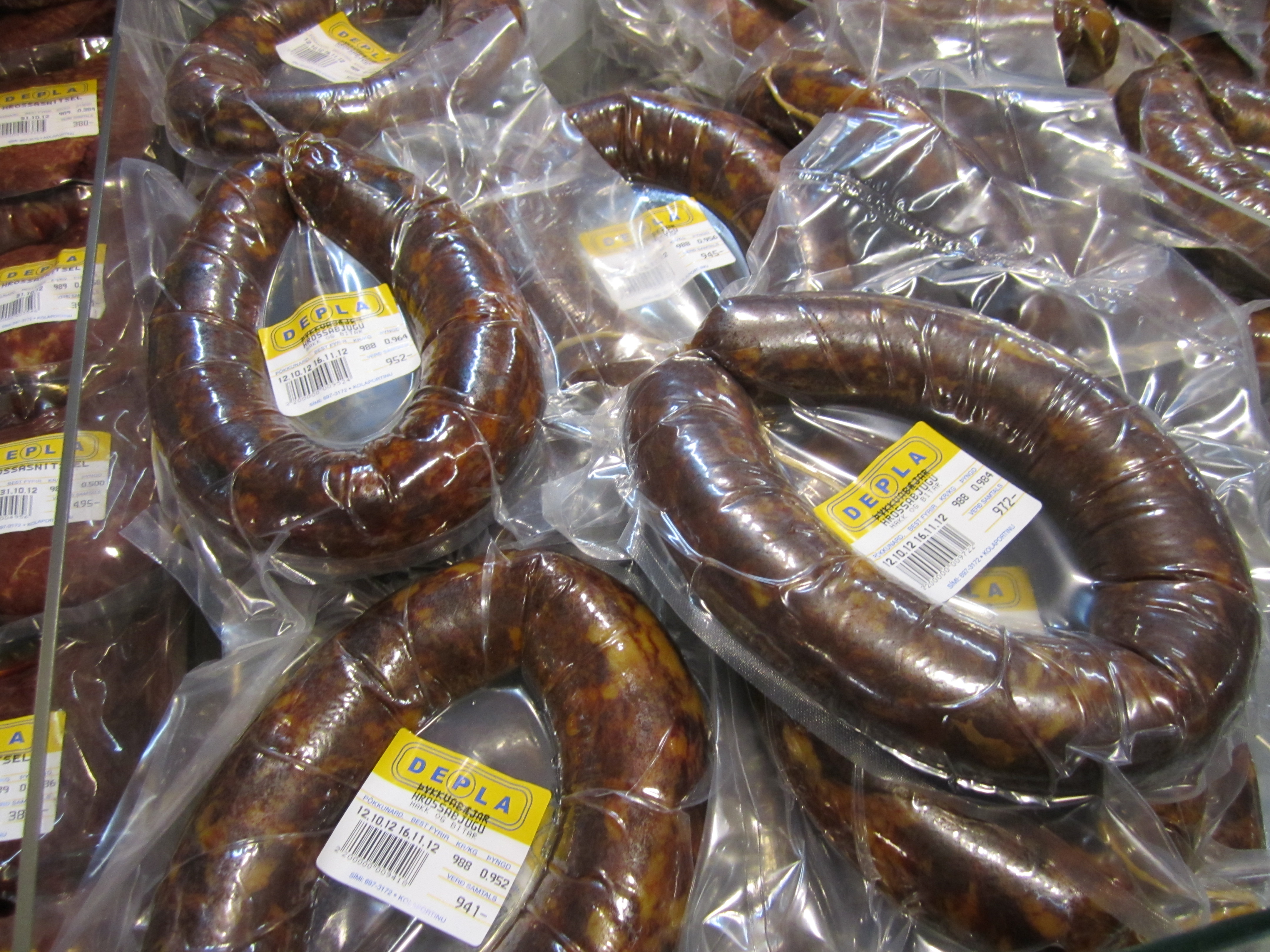
Końska kiełbasa w sklepie na Islandii

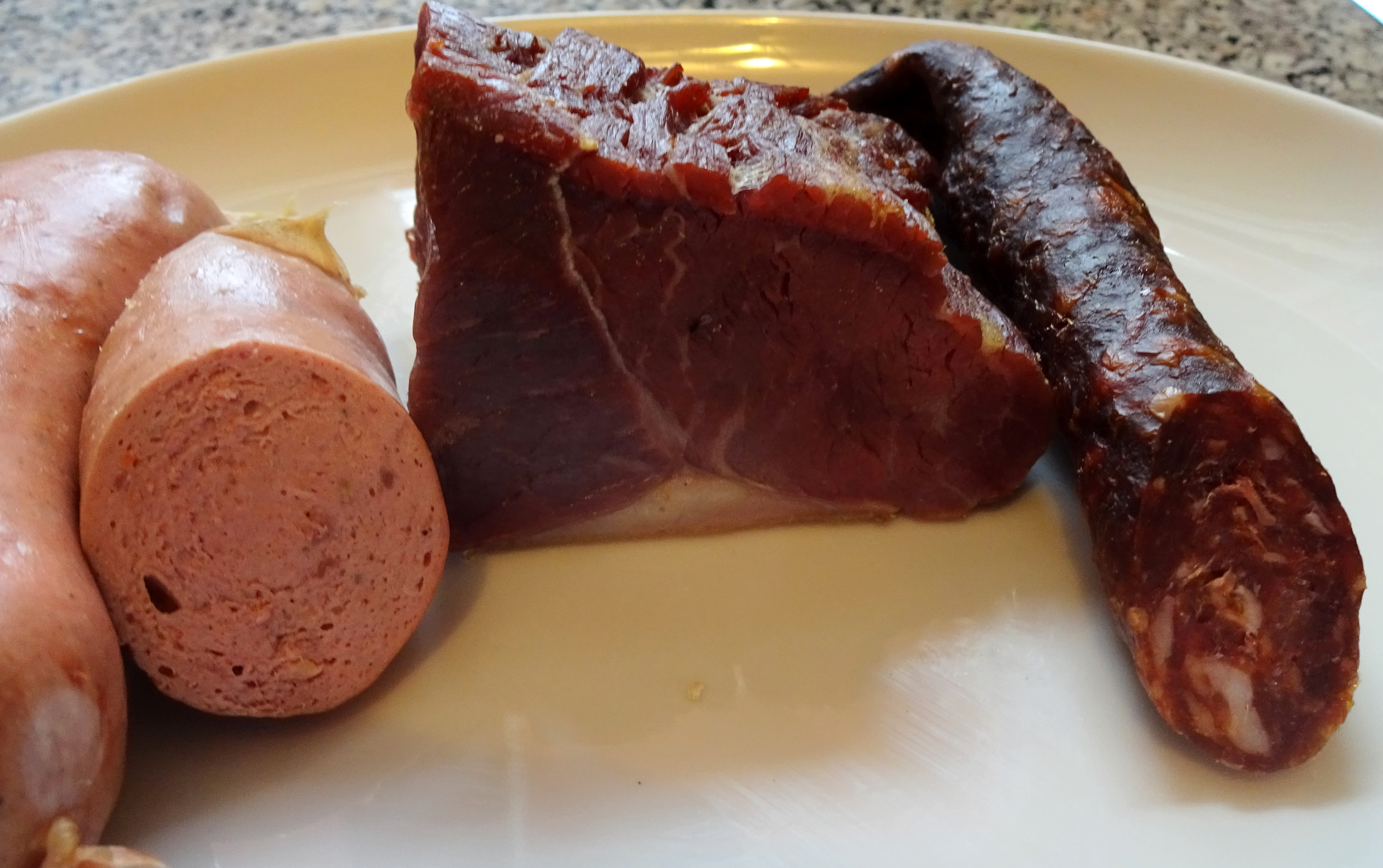
Polskie wędliny z konia

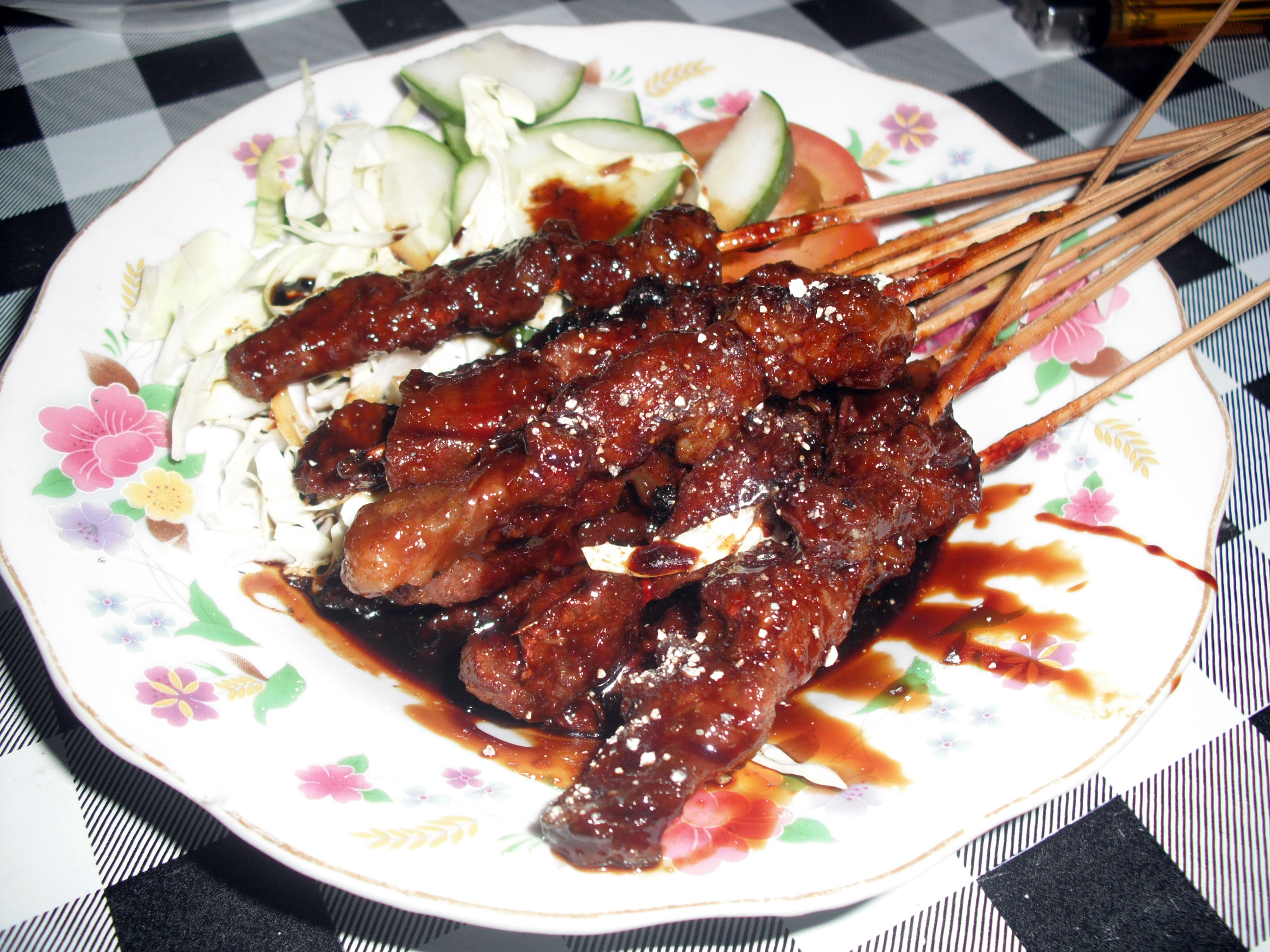
Indonezyjskie stay w Yogyakarcie

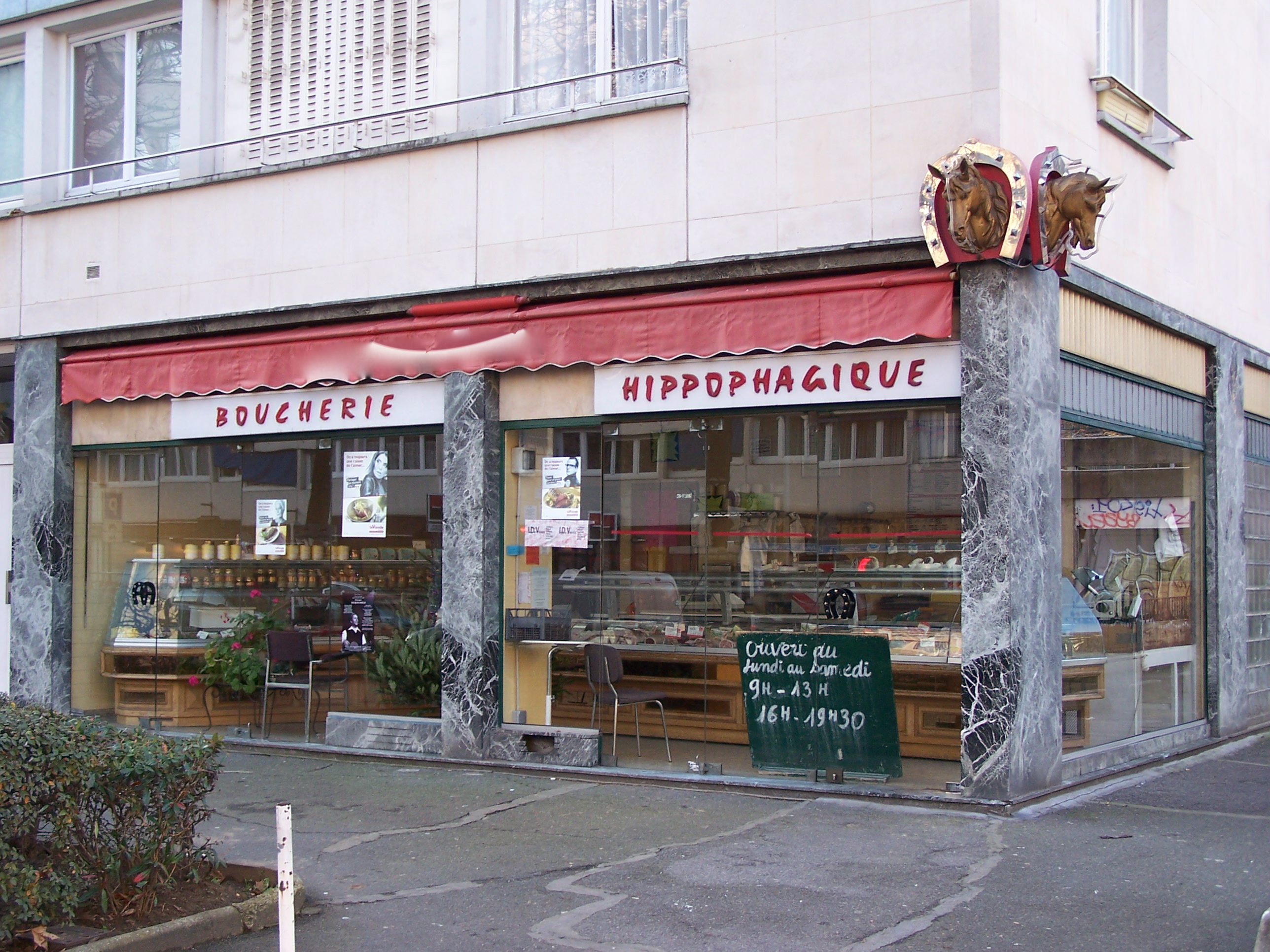
Sklep z koniną w Paryżu

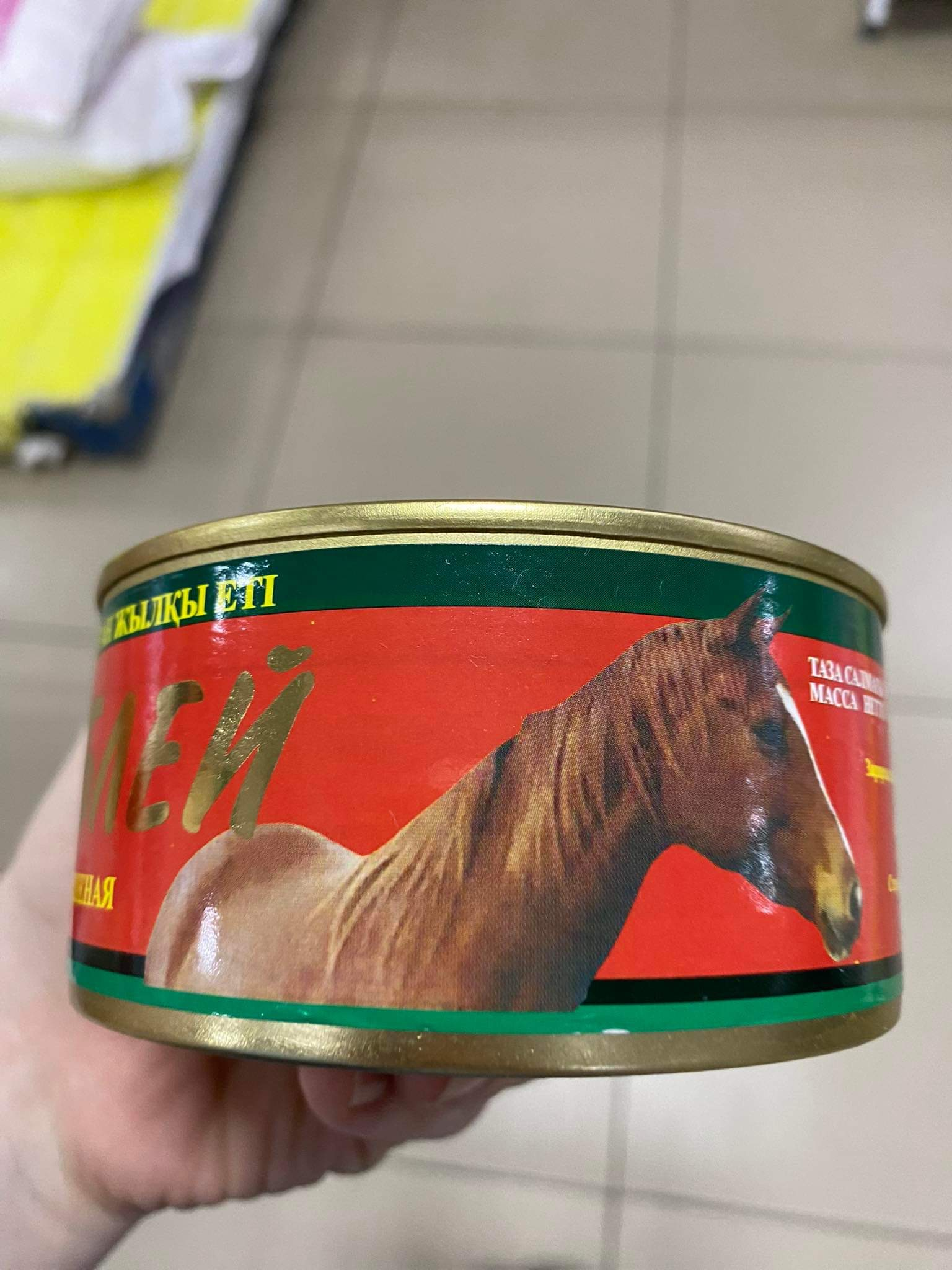
Mielonka końska w supermarkecie w Kazachstanie

Konina – mięso z konia.

## Historia
Jedne z najstarszych śladów spożywania koniny znaleziono na stanowiskach archeologicznych La Micoque we francuskiej gminie Les Eyzies (kultura mikocka), a także w rejonie Roche de Solutré. Wiele wskazuje na to, że oprócz mięsa spożywano w prahistorii również koński szpik i mózg. Polowano na dzikie konie, zapędzając je na skaliste urwiska, skąd spadały. We wczesnym średniowieczu popularność koniny spadła, by potem znów wzrosnąć. Podobnie było w Polsce, gdzie zapożyczano niektóre potrawy z kuchni francuskiej i angielskiej. W XVIII serwowano popularną wówczas pieczeń hetmańską z mięsa młodych źrebiąt. Wiek XIX ponownie osłabił pozycję koniny na stołach. Zmieniło się to w początkach XX wieku, a szczyt popularności tego mięsa przypadł na okres II wojny światowej, co wywołane było brakami aprowizacyjnymi. W Polsce, podczas niemieckiej okupacji, przyrządzano zawiesistą zupę na koninie, pieprzny gulasz z kluskami (głównie na Śląsku), a w Warszawie wątróbkę z pyzami i kwaszoną czerwoną kapustą. W Generalnym Gubernatorstwie popularna była bejcowana pieczeń końska na dziko z sosem na zsiadłym mleku i mące. 
W latach 40. i 50. XX wieku Polska stała się bardzo poważnym eksporterem koni rzeźnych. Władze PRL twierdziły, że koń jest przeżytkiem, który mają zastąpić traktory oraz jest pasożytem przez żywienie się dużymi ilościami owsa. Powszechnie oddawano wówczas na rzeź młode konie. Wysokie ceny koniny w dewizach i duży zasób tych zwierząt, powodowały, że chętnie wysyłano je na eksport. Sprzedawano również mięso i gotową szynkę. W 1970 roku na rzeź skierowano 127.000 koni, w 1980 - 145.000, a w 1983 - 142.000 (około 2% ogólnej produkcji żywca). Eksportowano też żywe konie: w 1970 - 53.200 sztuk, w 1980 - 71.967 sztuk, a w 1983 - 80.522 sztuki. Odbiorcami były głównie: Holandia, Belgia, Francja, Włochy, Wielka Brytania, RFN, Szwajcaria, Szwecja i Austria (ten ostatni kraj głównie konie do lat dwóch). Z czasem polityka państwa przeszła do preferowania hodowli wysokiej klasy koni sportowych i Polskę w eksporcie koniny wyprzedziły Rumunia, Bułgaria, Czechosłowacja oraz ZSRR.
W 2002 roku 14 krajów produkujących najwięcej koniny wyprodukowało jej 700 000 ton, z czego ⅔ w sześciu:
1. Chiny
2. Meksyk
3. Kazachstan
4. Włochy
5. Argentyna
6. Mongolia

Spożycie koniny w Europie wynosiło w 2001 roku 153 000 ton.

## Właściwości
Konie rzeźne dzielą się na dwie grupy: powyżej trzech lat (starsze) i źrebięta (0,5-3 lat). Najlepsze na rzeź są konie ras zimnokrwistych typu ciężkiego, przy czym za smaczniejsze uchodzi mięso koni maści białej i bułanej niż karych i gniadych. Najcenniejszymi częściami są polędwica i rostbef. Konina nie ma pasożytów (włośni). Nadaje się dobrze na konserwy i wędliny, zwłaszcza kiełbasy, szynkę i polędwicę wędzoną. 
Mięso końskie ma średnio 75,2% wody (najwięcej w porównaniu z innymi zwierzętami), 20,60% białka (zwykle 20-24%, więcej niż wołowina), 2,67% tłuszczów i 1,01% soli mineralnych. Wartość kaloryczna jest niska i oscyluje wokół 118 kcal na 100 gramów. Duża zawartość wody wpływa na słabą zdolność do przechowywania. Jest najbardziej chudym mięsem i stanowi dobry dodatek mięsny w diecie niskotłuszczowej. Słodkawy smak koniny spowodowany jest stosunkowo wysoką zawartością glikogenu i alaniny. 
Świeża konina ma barwę ciemnobrunatną lub ciemnoczerwonobrunatną i jest połyskująca, jednak szybko ciemnieje na powietrzu. Umięśnienie jest luźne, mało spoiste, prawie pozbawione żył tłuszczu, a tkanka łączna jest delikatna. Mięśnie są grube, włókniste, co powoduje długotrwałość procesu dojrzewania i konieczność stosowania zaprawy octowej, eliminującej przy okazji słodkawy smak. Tłuszcz jest twardy, żółty i ma niewielką ilość cholesterolu. Białka zawarte w mięsie końskim są łatwo przyswajalne i mają wszystkie aminokwasy egzogenne. 
Wydajność poubojowa koni wynosi od 51,4 do 58,6% (średnio 55,5%).

## Kulinaria
Zastosowanie gastronomiczne koniny:
- część przednia, głównie łopatka: gulasz, pieczeń duszona, zrazy, mielone,
- szyja: wywary, pasztety, mielone,
- mostek: gotowanie i duszenie w kawałkach,
- szponder: gotowanie, sztuka mięsa,
- karkówka: rosół, mielone,
- rozbratel: gotowanie, duszenie, smażenie,
- antrykot: befsztyk, pieczeń duszona, zrazy, smażenie, gulasz, sztuka mięsa,
- goleń przednia: wywary, gulasz, mielone,
- część tylna, polędwica (najbardziej wartościowa część tuszy): befsztyk, bryzol, filet, tatar,
- udziec: pieczenie, duszenie, smażenie, gotowanie, rumsztyk, kotlet, befsztyk, sztuka mięsa,
- rostbef: smażenie, sztuka mięsa, rumsztyk, befsztyk,
- łata: gotowanie, duszenie, farsz, gulasz,
- goleń: rosół, bulion, gulasz, mielone,
- ogon: wywar, galareta[1].